# بیانکا آندرسکو
بیانکا آندرسکو (انگلیسی: Bianca Andreescu؛ زادهٔ ۱۶ ژوئن ۲۰۰۰) تنیس‌باز اهل کانادا است.
وی اولین تنیسور کانادایی فاتح یک گرند اسلم انفرادی می‌باشد.وی با برتری ۲-۰ مقابل سرنا ویلیامز قهرمان تنیس آزاد آمریکا در سال ۲۰۱۹ شد.
وی همچنین از سال ۱۹۹۷ تا کنون به اولین تنیسور زنی تبدیل شد که در اولین حضور خود در اپن آمریکا توانست به فینال انفرادی این رقابتها راه یابد. پیش از او ونوس ویلیامز در سال ۱۹۹۷ به این رکورد دست یافته بود.آندرسکو بعد از ماریا شاراپووا که ۱۳ سال پیش به این رکورد دست یافته بود اولین تنیسور زیر ۲۰ سالی است که به قهرمانی گرنداسلم دست می‌یابد